# Kościół św. Bartłomieja Apostoła w Majdanie Królewskim
Kościół świętego Bartłomieja Apostoła – rzymskokatolicki kościół parafialny należący do dekanatu Raniżów diecezji sandomierskiej.
Budowę świątyni została rozpoczęta w 1761 i ukończona w 1791. W trakcie budowy proboszczem parafii w Majdanie Królewskim był ksiądz Szymon Wątrobski. Świątynia została uroczyście poświęcona przez biskupa przemyskiego Antoniego Gołaszewskiego 19 czerwca 1792.
Kościół został wzniesiony w stylu barokowym i posiada dwie wieże. Jedną z nich jest dzwonnica wolnostojąca, przez którą wchodzi się na plac kościelny okolony murem. Druga wieża jest umieszczona nad głównym wejściem do świątyni. Dach na kościele jest pokryty blachą ocynkowaną, natomiast dzwonnica blachą miedzianą. Elewacja zewnętrzna jest otynkowana tynkiem szlachetnym, gładkim, o barwie biało-żółtej (prace zostały wykonane w 1987). 
Architektura wnętrza posiada dużo detali. Ołtarz główny i dwa ołtarze boczne oraz ambona są bogato rzeźbione. Szczególnie interesujące są rzeźby postaciowe umieszczone w głównym ołtarzu: w centralnej części Chrystus na Krzyżu, pod Krzyżem Matka Najświętsza i św. Jan, a z lewej i prawej strony ołtarza rzeźby Mojżesza i Zachariasza. Rzeźby te zostały wykonane w słynnej Szkole Lwowskiej Macieja Polejowskiego. Polichromia została wykonana w 1949 przez ks. Władysława Luteckiego i Mariana Strońskiego z Przemyśla, następnie była odnawiana przez Józefa Stecińskiego z Jarosławia. Świątynia posiada również organy 15-głosowe, a na wieży są zawieszone trzy dzwony.